# Itzehoe
Itzehoe (en allemand : /ɪtsəˈhoː/ ? Écouter [Fiche]) est une ville d'Allemagne, situé dans le Land du Schleswig-Holstein, et le chef-lieu de l'arrondissement de Steinburg. La ville se trouve à 51 km au nord-ouest de Hambourg.

## Histoire
| Appartenances historiques Comté de Holstein 823-1261 Comté de Holstein-Itzehoe 1261-1290 Comté de Holstein-Pinneberg 1290-1459 Comté de Holstein 1459-1474 Duché de Holstein 1474-1544 Duché de Holstein-Glückstadt 1544-1773 Duché de Holstein 1773-1866 Royaume de Prusse (Province du Schleswig-Holstein) 1866-1918 République de Weimar 1918-1933 Reich allemand 1933-1945 Allemagne occupée 1945-1949 Allemagne 1949-présent |

## Personnalités
- Sabine Sinjen, actrice, est née dans cette ville. En France, elle est connue pour son rôle dans le film Les Tontons flingueurs, de Georges Lautner (1963).

## Jumelages
- Cirencester (Royaume-Uni) depuis 1982
- La Couronne (France) depuis 1988
- Pasłęk (Pologne) depuis 1990

Relation amicale avec Malchin (Mecklembourg-Poméranie-Occidentale) depuis 1990.